# 1904年セントルイスオリンピックのフランス選手団
1904年セントルイスオリンピックのフランス選手団（1904ねんセントルイスオリンピックのフランスせんしゅだん）は、1904年7月1日から11月23日にかけてアメリカ合衆国のミズーリ州セントルイスで開催された1904年セントルイスオリンピックのフランス選手団、およびその競技結果。

## 概要
今大会、フランスからはアルベール・コレーのみが参加した。コレーは陸上競技の4マイル団体とマラソンの2種目にエントリーし、ともに銀メダルを獲得したが、国際オリンピック委員会の記録ではコレーの扱いが分かれており、4マイル団体はシカゴチームを中心とした混合チーム扱い、マラソンだけはフランス人扱いとなっている。